# Permaculture
Permaculture là một phương pháp quản lý đất đai và thiết kế xã hội dựa vào các sắp xếp quan sát được trong các hệ sinh thái tự nhiên khỏe mạnh. Các nguyên tắc thiết kế của permaculture xuất phát từ việc cân nhắc toàn hệ thống thay vì chỉ từng phần một, và chúng được áp dụng trong các lĩnh vực như nông nghiệp tái tạo, quy hoạch thị trấn, rewilding (tái hoang dã hóa) và cộng đồng bền vững.
Thuật ngữ "permaculture" được David Holmgren và Bill Mollison đưa ra vào năm 1978. Thuật ngữ xuất phát từ hai từ: "permanent" (lâu dài, vĩnh cửu) và "agriculture" (nông nghiệp), ghép lại thì có nghĩa là "nông nghiệp vĩnh cửu". Tuy nhiên, sau một thời gian, thuật ngữ này được hiểu rộng thành "permanent culture", tức là "văn hoá vĩnh cửu" vì các khía cạnh xã hội là những phần không thể tách rời trong một hệ thống bền vững thực sự. Cách hiểu này được lấy cảm hứng từ triết lý nông nghiệp thuận tự nhiên của Masanobu Fukuoka.
Permaculture gồm nhiều nhánh: thiết kế sinh thái, kỹ thuật sinh thái, thiết kế môi trường, và xây dựng,... Permaculture cũng bao gồm quản lý tài nguyên nước tổng hợp, kiến trúc bền vững, môi trường sống tự duy trì-tự tái tạo, và hệ thống nông nghiệp mô hình theo các hệ sinh thái tự nhiên. Về mặt thực tiễn, permaculture chia sẻ nhiều điểm chung với nông lâm kết hợp và sinh thái học nông nghiệp, tuy nhiên nó đặc biệt nhấn mạnh bối cảnh xã hội, văn hóa và kinh tế. Kiến thức nông nghiệp truyền thống và bản địa được đánh giá cao trong permaculture vì chúng được phát triển từ các quan sát lâu dài về điều kiện khí hậu và đất đai của riêng một vùng.

## Lịch sử
Vào năm 1929, Joseph Russell Smith sử dụng thuật ngữ "permanent agriculture" trong phụ đề cho cuốn sách "Tree Crops: A Permanent Agriculture", tổng hợp kinh nghiệm lâu năm của ông trong việc thử nghiệm dùng các loại trái cây và hạt để làm thức ăn cho con người và chăn nuôi. Smith nhận xét thế giới là một tổng thể có liên quan mật thiết với nhau, và từ đó ông đề xuất các hệ thống tổng hợp trong đó cây cao được trồng xen kẽ với các cây lương thực bên dưới. Cuốn sách truyền cảm hứng cho nhiều người, trong đó có Toyohiko Kagawa người tiên phòng trong phòng trào trồng rừng ở Nhật Bản những năm 1930.
Trong cuốn sách "Water for Every Farm" (tạm dịch: Nước cho Mọi trang trại), nhà nông học và kỹ sư P. A. Yeomans đề xuất định nghĩa về nông nghiệp vĩnh cửu, là một nền nông nghiệp có thể được duy trì vô thời hạn. Ông giới thiệu phương pháp tiếp cận việc sử dụng đất dựa trên quan sát được sử dụng ở Úc vào những năm 1940 cùng với thiết kế Keyline vào những năm 1950 như một cách để quản lý việc cung cấp và phân phối nước cho những vùng bán khô hạn. Những nguồn ảnh hưởng khác cho cuốn sách bao gồm Ruth Stout và Esther Deans, những người đi đầu trong việc làm vườn không làm đất, và Masanobu Fukuoka, người ủng hộ các vườn cây ăn trái và nông nghiệp tự nhiên ở Nhật vào cuối những năm 1930.

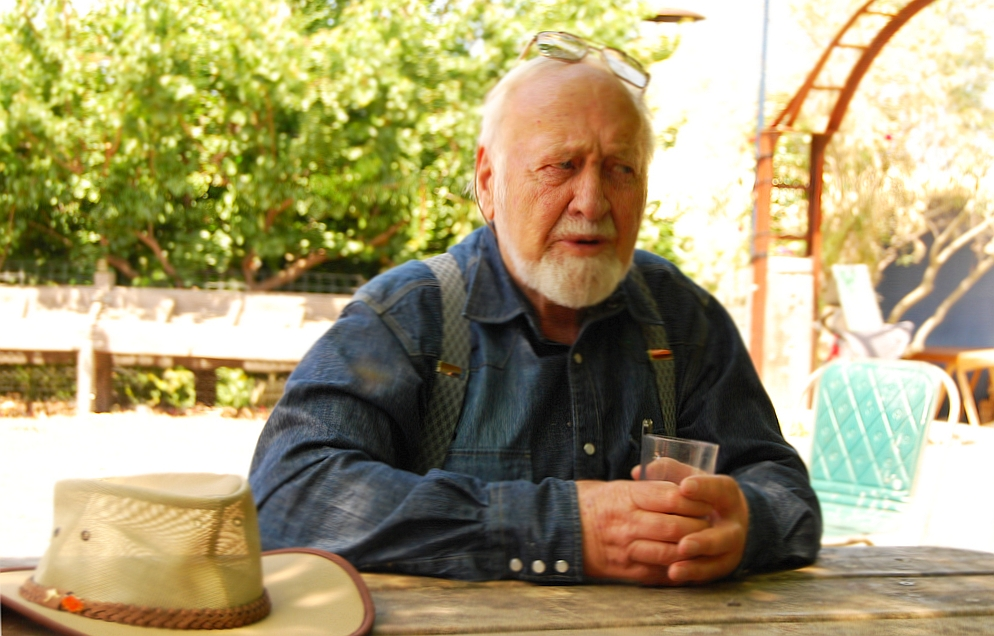
Bill Mollison tháng 1 năm 2008

Vào cuối những năm 1960, Bill Mollison và David Holmgren đã bắt đầu phát triển những ý tưởng về các hệ thống nông nghiệp bền vững trên hòn đảo Nam Úc của Tasmania. Từ nguy cơ nhanh chóng lạm dụng các biện pháp công nghiệp trong nông nghiệp đã tạo ra những ý tưởng này. Theo quan điểm của họ, các phương pháp này (công nghiệp trong nông nghiệp) phụ thuộc nhiều vào các nguồn tài nguyên không tái tạo được, đồng thời làm ngộ độc đất và nước, giảm đa dạng sinh học và loại bỏ hàng tỷ tấn đất mặt từ các nguồn đất trước đó. Họ chịu trách nhiệm tiếp cận với một thiết kế gọi là permaculture. Thuật ngữ này lần đầu tiên được công bố với ấn bản cuốn "Permaculture One" năm 1978.
Vào đầu những năm 1980, khái niệm này đã được mở rộng từ thiết kế hệ thống nông nghiệp sang môi trường sống bền vững của con người. Sau khi Permaculture One được xuất bản, Mollison đã chắt lọc hơn nữa và phát triển các ý tưởng bằng cách thiết kế hàng trăm các địa điểm permaculture và viết sách chi tiết hơn, như Permaculture: A Designers Manual. Mollison đã giảng dạy tại hơn 80 quốc gia và đã dạy "khóa học thiết kế Permaculture" kéo dài hai tuần của mình cho hàng trăm sinh viên. Mollison đã "khuyến khích sinh viên tốt nghiệp trở thành giáo viên và thành lập các viện nghiên cứu cũng như các các điểm trình diễn của chính họ để nhanh chóng mở rộng của permaculture".

## Các nguyên lý cốt lõi và nguyên tắc thiết kế
Ba nguyên lý cốt lõi của permaculture là:
- Bảo vệ trái đất: Cung cấp cho tất cả các hệ thống sống để tiếp tục và nhân rộng. Đây là nguyên tắc đầu tiên, bởi vì nếu không có một trái đất khỏe mạnh, con người không thể sinh tồn và phát triển.
- Bảo vệ con người: Cung cấp cho người dân cách tiếp cận các nguồn lực cần thiết cho sự tồn tại của họ.
- Thiết lập các giới hạn dân số và tiêu dùng: Bằng cách điều chỉnh các nhu cầu của cá nhân, chúng ta có thể đặt các nguồn lực sang một bên để tiếp tục các nguyên tắc trên. Luận cứ thứ ba đôi khi được gọi là Fair Share, phản ánh rằng mỗi người trong chúng ta không nên lấy đi nhiều hơn những gì chúng ta cần trước khi chúng ta tái đầu tư thặng dư.[12]

Pemaculture nhấn mạnh vào các điểm nổi bật của cảnh quan, chức năng và việc sắp xếp các loài. Permaculture xác định các yếu tố đó nên được đặt ở vị trí nào để tối đa hóa lợi ích cho môi trường. Nó tối đa hóa các liên kết có lợi giữa các yếu tố và sự tổng hợp trong thiết kế cuối cùng. Vì vậy điểm nhấn của permaculture không chỉ nằm ở các yêu tố riêng lẻ mà là ở mỗi quan hệ giữa các yếu tố, theo cách mà chúng có thể đặt cạnh nhau, tạo ra một tổng thể lớn hơn việc gộp dồn vật lý các yếu tố đơn lẻ.
Permaculture thiết kế để tối thiểu hóa rác thải, sức lao động của con người, năng lượng bằng cách xây dựng các hệ thống và tối đa hóa lợi ích giữa các yếu tố để tạo nên một thể thống nhất. Permaculture thiết kế để phát triển theo thời gian bằng cách cân nhắc mối quan hệ giữa các yếu tố và có thể phát triển thanh một hệ thống cực kỳ phức tạp. Hệ thống phức tạp này có thể tạo ra hàng loạt thực phẩm và nguyên liệu chỉ với một lượng tối thiểu nguyên liệu đầu vào.
Các nguyên tắc thiết kế, vốn là nền tảng khái niệm của permaculture, được lấy từ khoa học về hệ sinh thái và nghiên cứu các ví dụ tiền công nghiệp về sử dụng đất bền vững. Permaculture được đúc rút từ nhiều nguyên tắc bao gồm canh tác hữu cơ, nông lâm kết hợp, chăn nuôi kết hợp, phát triển bền vững và sinh thái ứng dụng. Permaculture được áp dụng phổ biến nhất cho việc thiết kế nhà ở và cảnh quan, kết hợp các kỹ thuật như nông lâm kết hợp, xây dựng tự nhiên và thu trữ nước mưa dựa trên các nguyên tắc và lý thuyết thiết kế permaculture.

## Lý thuyết

### Nguyên tắc thiết kế
Mười hai nguyên tắc thiết kế Permaculture do David Holmgren đưa ra trong cuốn Permaculture: Các nguyên tắc và các con đường đến sự bền vững (Permaculture: Principles and Pathways Beyond Sustainability):
1. Quan sát và tương tác: Bằng cách dành thời gian để giao tiếp với thiên nhiên, chúng ta có thể thiết kế các giải pháp phù hợp với tình hình cụ thể của chúng ta.
2. Thu hút và tích trữ năng lượng: Bằng cách phát triển các hệ thống thu thập nguồn lực ở mức độ cao điểm, chúng ta có thể sử dụng chúng trong những lúc cần.
3. Đảm bảo có năng suất: Đảm bảo rằng bạn đang nhận được phần thưởng thực sự xứng đáng như là một phần của công việc mà bạn đang làm.
4. Áp dụng tự điều chỉnh và chấp nhận phản hồi: Chúng ta không khuyến khích các hoạt động không phù hợp để đảm bảo rằng các hệ thống có thể hoạt động tốt.
5. Sử dụng và đánh giá các nguồn tài nguyên và dịch vụ tái tạo: Sử dụng tốt nhất nguồn tài nguyên thiên nhiên để giảm bớt hành vi tiêu dùng và sự phụ thuộc vào nguồn tài nguyên không tái tạo.
6. Không tạo ra chất thải: Bằng cách định giá và sử dụng tất cả các nguồn lực sẵn có cho chúng ta, không có gì là lãng phí, là rác thải.
7. Đi đến thiết kế mô hình chi tiết: Bằng cách bước xuống, chúng ta có thể quan sát các mẫu trong tự nhiên và xã hội. Đây có thể là xương sống cho thiết kế của chúng ta, với các chi tiết được điền hoàn chỉnh trong khi chúng ta đi.
8. Tích hợp chứ không phải tách biệt: Bằng cách đặt đúng thứ đúng vị trí, phát triển mối quan hệ giữa chúng với nhau, chúng cùng hoạt động và hỗ trợ tương hỗ nhau.
9. Sử dụng các giải pháp nhỏ và chậm: Các hệ thống nhỏ và chậm dễ bảo trì hơn so với các hệ thống lớn, sử dụng tốt hơn các nguồn lực địa phương và tạo ra các kết quả bền vững hơn.
10. Sử dụng và đa dạng giá trị: Tính đa dạng làm giảm tính dễ tổn thương đến 1 chủng của một loạt các mối đe dọa và tận dụng được bản chất độc đáo của môi trường sống mà nó cư ngụ.
11. Sử dụng các cạnh và giá trị biên: Giao diện giữa các sự vật là nơi mà các sự kiện thú vị nhất diễn ra. Nó thường là các yếu tố có giá trị, đa dạng và hiệu quả nhất trong hệ thống.
12. Sử dụng sáng tạo và đáp ứng sự thay đổi: Chúng ta có thể có một tác động tích cực đến sự thay đổi không thể tránh khỏi bằng cách quan sát cẩn thận, và sau đó can thiệp vào đúng thời điểm.

### Địa tầng

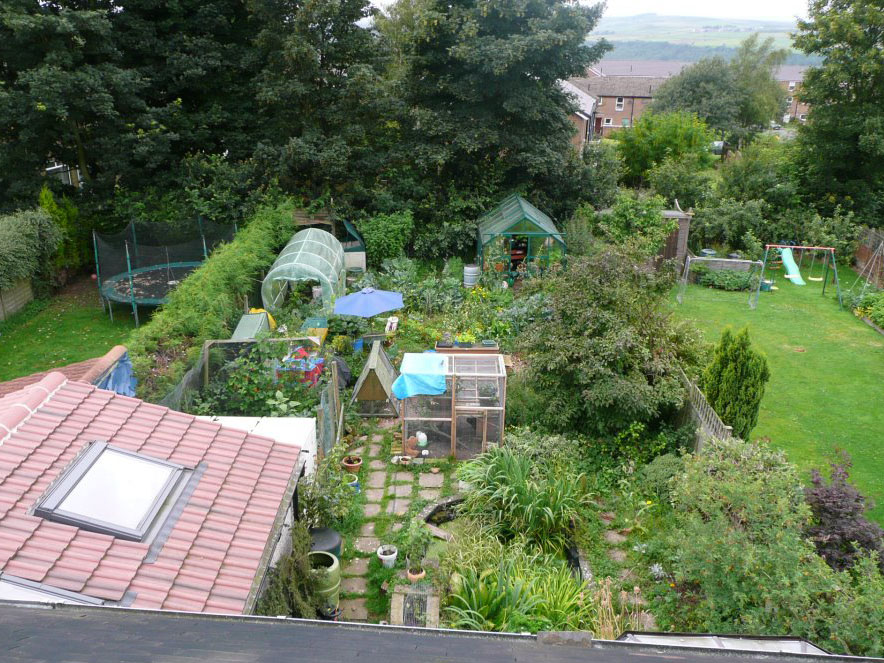
Claire Gregorys Permaculture garden

Đại tầng là một trong những công cụ được sử dụng để thiết kế các hệ sinh thái chức năng vừa bền vững vừa là lợi ích trực tiếp cho con người. Một hệ sinh thái trưởng thành có một số lượng lớn các mối quan hệ giữa các bộ phận cấu thành của nó: cây cối, cây phủ, mặt đất, đất, nấm, côn trùng và động vật. Bởi vì cây trồng phát triển ở các độ cao khác nhau, sự đa dạng của sự sống có thể phát triển trong một không gian tương đối hẹp, vì thảm thực vật có nhiều lớp khác nhau. Nhìn chung có 7 lớp được công nhận trong một khu rừng thực phẩm, mặc dù một số chuyên gia cho rằng các loại nấm như là một lớp thứ tám.
1. Các cây tán cao: cây cao nhất trong hệ thống. Cây lớn chiếm ưu thế nhưng thường không thấm nước vào khu vực, tức là có những mảng cỏ khô cằn.
2. Lớp understory: những cây tận hưởng ánh sáng qua các khe lá dưới dưới tán cây cao nhất trong hệ thống.
3. Lớp cây bụi: một lớp đa dạng của các cây gỗ lâu năm có chiều cao giới hạn, bao gồm hầu hết các bụi cây berry.
4. Lớp thảo mộc: Cây trong lớp này chết dần trên mặt đất vào mỗi mùa đông (nếu đó là mùa đông lạnh). Chúng không tạo ra thân gỗ như lớp cây bụi. Nhiều loại thảo mộc và các loại dược liệu có trong lớp này. Một số lượng lớn các cây có lợi rơi vào lớp này. Có thể là hàng năm, hai năm một lần hoặc lâu năm.
5. Mặt đất / Groundcover: Có một số chồng lên nhau với lớp Herbaceous và Groundcover layer; tuy nhiên thực vật trong lớp này phát triển gần hơn với mặt đất, phát triển dày đặc để lấp đầy các vùng đất trống, và thường có thể chịu được một số áp lực do bị dẫm, đạp trong quá trình đi lại. Che phủ cây trồng giữ đất và giảm thiểu sự xói mòn, cùng với các cây phân xanh giúp bổ sung chất dinh dưỡng và chất hữu cơ vào đất, đặc biệt là nitơ.
6. Rhizosphere: Lớp rễ trong đất. Các thành phần chính của lớp này là đất và các sinh vật sống trong rễ cây của chúng (bao gồm gốc cây như khoai tây và các loại cây lấy củ khác), nấm, côn trùng, giun tròn, giun, v.v.
7. Vertical layer: các loại cây dây leo hay nho, chẳng hạn như đậu đũa và đậu lima (giống nho).[16][17]

### Hội cây
Một hội cây (guild) là một nhóm các loài mà mỗi loài cung cấp một bộ các chức năng đa dạng độc đáo kết hợp hoạt động hài hòa. Có rất nhiều hình thức của phường, bao gồm các phả hệ thực vật có chức năng tương tự có thể trao đổi trong một hệ sinh thái, nhưng nhận thức phổ biến nhất là của một guild hỗ trợ lẫn nhau. Các hiệp hội hỗ trợ lẫn nhau là các nhóm thực vật, động vật, côn trùng, vv làm việc tốt với nhau. Cây có thể được trồng để sản xuất thực phẩm, thu hút các chất dinh dưỡng từ sâu trong lòng đất qua vòi nước, là các cây họ đậu cố định đạm, thu hút các côn trùng hữu ích và đẩy lùi côn trùng có hại. Khi nhóm lại với nhau trong một sự sắp xếp có lợi cho nhau, những cây này tạo thành một guild. Xem công trình của Dave Jacke về các vườn rừng ăn được để biết thêm thông tin về các phường khác, cụ thể là phân chia tài nguyên và các phường hội chức cộng đồng.

### Hiệu ứng cạnh
Hiệu ứng cạnh trong sinh thái học là ảnh hưởng của việc đặt cạnh nhau, hoặc đặt các môi trường tương phản lên một hệ sinh thái. Các nhà Permaculturists lập luận rằng nếu có nhiều hệ thống khác nhau gặp nhau, có một khu vực năng suất cao và hữu ích trong việc kết nối. Một ví dụ của hiệu ứng này là bờ biển; nơi mà đất và biển gặp nhau, có một khu vực đặc biệt phong phú đáp ứng một tỷ lệ không cân xứng nhu cầu của con người và động vật. Ý tưởng này được trình bày trong các thiết kế permacultural bằng cách sử dụng xoắn ốc trong các vườn thảo mộc, hoặc tạo ra các ao có lượn sóng lượn sóng chứ không phải là một vòng tròn đơn giản hoặc hình bầu dục (do đó tăng lượng cạnh cho một khu vực nhất định).

### Khu
Các vùng thông minh tổ chức thiết kế các yếu tố trong môi trường con người dựa trên tần suất sử dụng của con người và nhu cầu thực vật và động vật. Sự biến đổi thường xuyên hoặc thu hoạch các yếu tố của thiết kế được đặt ở gần nhà trong các khu vực 1 và 2. Các yếu tố biến đổi được thiết kế xa hơn thì ít được sử dụng thường xuyên hơn. Các vùng được đánh số từ 0 đến 5 dựa trên vị trí.
Khu 0

Phân khu trong Permaculture

Ngôi nhà, hoặc trung tâm của ngôi nhà. Ở đây, các nguyên tắc permaculture sẽ được áp dụng nhằm giảm nhu cầu về năng lượng và nước, khai thác tài nguyên thiên nhiên như ánh sáng mặt trời, và tạo ra một môi trường bền vững, bền vững để sống và làm việc. Vùng 0 là một thiết kế không chính thức, không được xác định cụ thể trong cuốn sách của Bill Mollison.
Khu 1
Khu vực gần nhà nhất, vị trí của các yếu tố trong hệ thống đòi hỏi phải thường xuyên chú ý, hoặc cần phải thường xuyên ghé thăm, như trồng rau, cây thảo mộc, trái cây mềm như dâu tây hoặc quả mâm xôi, nhà kính và khung lạnh, khu vực tuyên truyền, thùng phân compost cho chất thải nhà bếp, v.v. Giường nâng thường được sử dụng ở khu vực 1 ở khu vực thành thị.
Khu 2
Khu vực này được sử dụng để trồng các cây lâu năm đòi hỏi phải ít chăm sóc thường xuyên hơn, chẳng hạn như kiểm soát cỏ dại hoặc cắt tỉa thường xuyên, bao gồm cây bụi và vườn cây ăn trái, bí, khoai lang...Đây cũng là nơi tốt cho tổ ong, thùng ủ phân compost có quy mô lớn hơn, v.v
Khu 3
Khu vực cây trồng chính được trồng, sử dụng trong gia đình và cho mục đích thương mại. Sau khi thiết lập, chăm sóc và duy trì được yêu cầu là khá nhỏ (cung cấp mulches và những thứ tương tự được sử dụng), chẳng hạn như tưới hoặc kiểm soát cỏ dại có thể một lần một tuần.
Khu 4
Một vùng bán hoang dã. Khu vực này chủ yếu sử dụng cho sản xuất thức ăn gia súc và thu thập thức ăn hoang dã cũng như sản xuất gỗ để xây dựng hoặc lấy củi.
Khu 5
Một khu vực hoang dã. Không có sự can thiệp của con người vào vùng 5 ngoài việc quan sát các hệ sinh thái tự nhiên và các chu trình. Qua khu vực này, chúng ta xây dựng một khu bảo tồn tự nhiên của vi khuẩn, nấm mốc và côn trùng có thể hỗ trợ các khu vực ở trên nó.

### Con người và permaculture
Permaculture sử dụng quan sát thiên nhiên để tạo ra các hệ thống tái tạo, và nơi mà điều này đã được nhìn thấy rõ nhất là về cảnh quan. Có một nhận thức ngày càng tăng mặc dù trước hết cần chú ý đến phẩm chất của người dân vì những người năng động có thể can thiệp vào các dự án, và thứ hai là các nguyên tắc permaculture có thể được sử dụng hiệu quả tạo ra sức khỏe, những người dân và cộng đồng hoạt động hiệu quả như họ đã có trong cảnh quan.

### Động vật trong nhà
Động vật trong gia đình thường được kết hợp với thiết kế trang trại, đảm bảo tính hiệu quả và năng suất của hệ thống.
Động vật, vật nuôi hoặc động vật hoang dã là một thành phần quan trọng của bất kỳ hệ sinh thái hoang dã hoặc hệ sinh thái thiết kế bền vững. Nghiên cứu chỉ ra rằng nếu không có sự tham gia và đóng góp của động vật thì tính toàn vẹn về sinh thái sẽ bị giảm bớt hoặc không thể thực hiện được. Một số hoạt động đóng góp cho hệ thống bao gồm: tìm kiếm chu kỳ dinh dưỡng, trái cây bị sụt giảm rõ rệt, bảo quản cỏ dại, lây lan hạt giống, và bảo quản côn trùng. Các chất dinh dưỡng được chu chuyển bởi động vật, chuyển đổi từ dạng ít tiêu hóa hơn (chẳng hạn như cỏ hoặc cành cây) thành nhiều phân chuồng giàu dinh dưỡng hơn.

## Thực trạng chung

### Nông lâm kết hợp
Nông lâm kết hợp là một cách tiếp cận kết hợp của permaculture, sử dụng các lợi ích tương tác từ việc kết hợp cây cối và cây bụi với cây trồng hoặc vật nuôi. Đó là sự kết hợp các công nghệ trong nông nghiệp và lâm nghiệp để tạo nên sự đa dạng, năng suất và hiệu quả hơn, có lợi nhuận, khỏe mạnh và bền vững trong việc sử dụng đất. Trong các hệ thống nông lâm kết hợp, cây cối hoặc cây bụi được sử dụng trong hệ thống nông nghiệp, hoặc ngoài các lâm sản sẽ được nuôi trồng trong các khu rừng.
Làm vườn rừng là một thuật ngữ sử dụng để mô tả các hệ thống được thiết kế để bắt chước các khu rừng tự nhiên. Các vườn rừng, giống như các thiết kế permaculture khác, kết hợp các quy trình và mối quan hệ mà các nhà thiết kế hiểu là có giá trị trong các hệ sinh thái tự nhiên. Thuật ngữ vườn rừng và lâm sản được sử dụng hoán đổi cho nhau trong tài liệu permaculture. Những nhà đóng tàu ngầm là những người đề xướng các khu vườn rừng. Ví dụ như Graham Bell, Patrick Whitefield, Dave Jacke, Eric Toensmeier và Geoff Lawton. Bell bắt đầu xây dựng khu vườn rừng của mình vào năm 1991 và viết cuốn The Permaculture Garden vào năm 1995, Whitefield đã viết cuốn " làm thế nào để tạo một khu rừng" vào năm 2002, Jacke và Toensmeier đồng tác giả cuốn sách hai cuốn Edible Forest Gardening năm 2005 và Lawton đã giới thiệu bộ phim "Tạo ra lâm sản" vào năm 2008.
Vườn cây, chẳng hạn như vườn cây Kandyan ở Nam và Đông Nam Á, thường có hàng trăm năm tuổi. Không ai biết liệu những vườn cây này có bắt nguồn từ những kinh nghiệm trồng trọt và lâm nghiệp, như trường hợp trong nông lâm kết hợp, hay liệu chúng có được từ sự hiểu biết về các hệ sinh thái rừng, như trường hợp các hệ thống permaculture. Có rất nhiều nghiên cứu về chúng, đặc biệt là những hệ thống trước thời kỳ permaculture được xem là các hình thức nông lâm kết hợp. Permaculturalists có thể giấu sự khác biệt giữa permaculture và nông lâm kết hợp khi chúng bao gồm các hệ thống polycropping hiện tại và cổ đại như là các ví dụ về lâm sản.
Trồng rừng và nông lâm kết hợp là những phương pháp song song mà đôi khi dẫn đến các thiết kế tương tự.

### Hügelkultur
Hügelkultur là thực hiện chôn vùi một khối lượng lớn gỗ để tăng lượng nước ngầm trong đất. Cấu trúc xốp của gỗ đóng vai trò như một miếng bọt biển khi phân hủy dưới lòng đất. Trong mùa mưa, khối lượng gỗ chôn có thể hấp thụ đủ nước để duy trì mùa vụ qua mùa khô. Kỹ thuật này đã được sử dụng bởi các nhà chuyên môn permaculture như Sepp Holzer, Toby Hemenway, Paul Wheaton và Masanobu Fukuoka.

### Xây dựng tự nhiên
Xây dựng một cách tự nhiên liên quan đến một loạt các hệ thống và vật liệu xây dựng tập trung nhiều vào tính bền vững. Các cách để đạt được tính bền vững thông qua xây dựng tự nhiên tập trung vào độ bền và sử dụng các nguồn tài nguyên được xử lý tối thiểu cũng như các nguồn tài nguyên tái tạo, trong khi tái chế hoặc thu nhặt lại, tạo ra môi trường sống lành mạnh và duy trì chất lượng không khí trong nhà.
Cơ sở của xây dựng tự nhiên là nhu cầu làm giảm tác động môi trường của các tòa nhà và các hệ thống hỗ trợ khác mà không làm giảm đi sự thoải mái, sức khoẻ hoặc mỹ quan. Tòa nhà tự nhiên chủ yếu sử dụng các vật liệu tự nhiên sẵn có dồi dào (ví dụ: đất sét, đá, cát, rơm, gỗ, sậy) và rút ra rất nhiều ý tưởng từ các kiến trúc truyền thống từ các thời kỳ khác nhau trên toàn thế giới. Ngoài việc dựa vào vật liệu xây dựng tự nhiên, sự nhấn mạnh về thiết kế kiến trúc được tăng cường. Định hướng xây dựng, điều kiện sử dụng với khí hậu địa phương và địa điểm, tập trung vào sự thông gió tự nhiên thông qua thiết kế, giảm chi phí vận hành và tác động tích cực đến môi trường. Xây dựng một cách chặt chẽ và giảm thiểu dẫm đạp lên sinh thái là phổ biến, cũng như việc thu thập năng lượng tại chỗ, thu giữ nước tại chỗ, xử lý nước thải thay thế và tái sử dụng nước. Hầu hết các vật liệu đều có nguồn gốc từ địa phương, hoặc trong vùng. Tạo các bánh rơm rạ và các kỹ thuật nung đất khác nhau như gạch adobe, cob (hoặc đá dăm nguyên khối), đất đâm và đất sét nung là những lựa chọn phổ biến cho vật liệu để xây tường.Lớp phủ lợp mái thường được sử dụng bao gồm mái nhà hay mái nhà "sống", mái che và gỗ lắc hoặc ván lợp. Các cơ sở rải đá vôi là phổ biến, vì chúng không đòi hỏi bê tông; Tương tự như vậy, Nền/ móng nhà sử dụng đá vôi là phổ biến, vì chúng không cần phải trộn bê tông; Tương tự như vậy, dùng vôi vữa để trát và quét tường. Những ngôi nhà xây dựng tự nhiên cũng thường xuyên kết hợp các hệ thống tường khác nhau trong một tòa nhà, ví dụ, sử dụng tốt nhất các tính chất chịu nhiệt hoặc nước của vật liệu khác nhau, hoặc các tính chất chịu nước.

### Thu nước mưa
Thu nước mưa là tích lũy và trữ nước mưa để tái sử dụng trước khi nó chảy đến tầng nước ngầm. Nước mưa đã thu được sử dụng để cung cấp nước uống, nước cho vật nuôi, nước cho thủy lợi, cũng như sử dụng  khác. Nước mưa thu được từ mái nhà và các nơi khác có thể đóng góp quan trọng vào sự sẵn có của nước uống. Nó có thể bổ sung mực nước ngầm và gia tăng cỏ dại. Nước lấy từ mặt đất, đôi khi từ những khu vực được chuẩn bị đặc biệt cho mục đích này, được gọi là thu hoạch nước mưa.
Greywater là nước thải sinh ra từ các hoạt động trong trang trại/ nhà vườn như giặt giũ, rửa bát, và tắm, có thể được tái chế tại chỗ để sử dụng trong việc tưới cảnh quan và xây dựng đất ngập nước. Greywater phần lớn là vô trùng, nhưng không thể uống (uống). Greywater khác với nước từ nhà vệ sinh, được coi là nước thải hoặc nước đen để chỉ nó chứa chất thải của con người. Blackwater là nước nhiễm trùng hoặc độc tính khác và không thể dễ dàng tái sử dụng. Tuy nhiên, vẫn có những nỗ lực để tiếp tục sử dụng nước đen hoặc chất thải của con người. Điều đáng chú ý nhất là quá trình ủ phân từ phân người;
Thêm vào đó, khí mê-tan trong phân người có thể được thu thập và sử dụng tương tự như nhiên liệu gas tự nhiên để đun nóng hoặc nấu ăn, và thường được gọi là biogas. Biogas có thể được thu được từ chất thải của con người và phần còn lại vẫn được sử dụng như phân người. Một số dạng đơn giản nhất của việc sử dụng phân người bao gồm quá trình ủ phân tại nhà vệ sinh, hoặc một khu vực ngoài nông trại hoặc đầm lầy khô bao quanh bởi những cây có thể là những loại thức ăn gia súc có thể được sử dụng cho nhiên liệu gỗ. Quá trình này loại bỏ việc sử dụng một nhà vệ sinh đủ tiêu chuẩn với ống nước.

### Lớp che phủ
Trong nông nghiệp và làm vườn, lớp che phủ là một lớp phủ bảo vệ được đặt trên mặt đất. Bất kỳ vật liệu hoặc sự kết hợp nào cũng có thể được sử dụng để phủ như mùn cưa, đá, lá, bìa cứng, mẩu gỗ, sỏi, vv, mặc dù lớp che phủ hữu cơ là phổ biến nhất trong permaculture vì chúng thực hiện nhiều chức năng hơn. Các chứng năng đó bao gồm thấm nước mưa, giảm sự bốc hơi, cung cấp chất dinh dưỡng, tăng chất hữu cơ trong đất, là thức ăn và môi trường sống cho sinh vật đất, ngăn ngừa sự phát triển của cỏ dại và nảy mầm hạt, làm giảm nhiệt độ ngày đêm, chống sương giá và giảm xói mòn.
Sheet mulching is an agricultural no-dig gardening technique that attempts to mimic natural processes occurring within forests. Sheet mulching mimics the leaf cover that is found on forest floors. When deployed properly and in combination with other Permacultural principles, it can generate healthy, productive and low maintenance ecosystems.
Lớp che phủ là một kỹ thuật nông nghiệp làm vườn không làm đất nhằm bắt chước các quá trình  xảy ra trong rừng tự nhiên. Lớp mùn cưa bắt chước lá phủ trên bề mặt đất rừng. Khi triển khai hợp lý và kết hợp với các nguyên tắc Permaculture khác, nó có thể tạo ra các hệ sinh thái lành mạnh, hiệu quả, năng suất và duy trì bền vững.
Lớp lá che phủ là một "ngân hàng dinh dưỡng", chứa các chất dinh dưỡng có trong chất hữu cơ và dần dần làm cho các chất dinh dưỡng này có sẵn cho thực vật vì chất hữu cơ từ từ bị phân hủy tự nhiên. Nó cũng cải thiện đất bằng cách thu hút và là thức ăn cho giun đất và nhiều vi sinh vật đất khác cũng như tăng lượng mùn cho đất. Giun đất "cho đến" đất, và những viên đất được tạo nên từ giun đất là một trong những loại phân bón tốt nhất và điều hòa đất. Lớp mùn che phủ có thể được sử dụng để giảm hoặc loại bỏ các thực vật không mong muốn bằng cách ngăn chặn chúng tiếp xúc với ánh sáng  có thể có lợi hơn so với việc sử dụng thuốc diệt cỏ hoặc các phương pháp kiểm soát cỏ dại khác.

### Chăn thả gia súc
Chăn thả từ lâu đã bị cho là nguyên nhân phần lớn của sự tàn phá mà chúng ta thấy trong môi trường. Tuy nhiên, nó đã chỉ ra rằng khi chăn thả được mô phỏng theo thiên nhiên thì sẽ có hiệu ứng ngược lại. Chăn thả hay được hiểu như là chăn thả di động, quản lý chăn thả gia súc thâm canh (MIRG) là một hệ thống chăn thả gia súc, trong đó các đàn gia súc và gia súc nhai lại không chăn thả gia súc được di chuyển thường xuyên và có hệ thống đến đồng cỏ, dãy hoặc rừng tươi với ý định tối đa hóa chất lượng và số lượng tăng trưởng thức ăn gia súc. Sự xáo trộn này sau đó được theo sau bởi một khoảng thời gian nghỉ ngơi cho phép tăng trưởng mới. MIRG có thể được sử dụng với gia súc, cừu, dê, lợn, gà, thỏ, ngỗng, gà tây, vịt và các động vật khác tùy thuộc vào cộng đồng sinh thái tự nhiên đang bị bắt chước. Sepp Holzer và Joel Salatin đã cho thấy sự xáo trộn của động vật có thể là tia lửa cần thiết để bắt đầu kế hoạch sinh thái hay chuẩn bị mặt bằng cho việc trồng cây. Kỹ thuật quản lý toàn diện của Allan Savory đã được so sánh với "cách tiếp cận permaculture đối với quản lý đất đai". Một biến thể trên MIRG đang nổi lên nhanh chóng được gọi là chăn thả gia súc. Thường được sử dụng để kiểm soát các loài xâm lấn hoặc tái thiết các loài bản địa, trong chăn thả sinh thái mục đích chính của động vật là làm lợi cho môi trường và động vật có thể được, nhưng không nhất thiết, được sử dụng cho thịt, sữa hoặc chất xơ.

### Thiết kế đường kênh mương dẫn
Thiết kế theo đường mương dẫn là một kỹ thuật tối đa hóa việc sử dụng có hiệu quả tài nguyên nước của một mảnh đất được phát triển ở Úc bởi một người nông dân và kỹ sư P. A. Yeomans. Đường dẫn đề cập đến một địa hình đặc trưng cụ thể liên quan đến dòng chảy nước được sử dụng trong việc thiết kế hệ thống thoát nước của khu vực. Yếu tố thiết yếu trong hệ thống đường dẫn này là một đường dốc hoặc dốc mở rộng theo cả hai hướng từ một điểm hoặc phân chia hai loại mối quan hệ, luôn luôn ở cùng một khoảng chiều dọc ở thung lũng gồ ghề.

### Quản lý cây ăn quả
Một số người  ủng hộ permaculture đề nghị không, hoặc hạn chế, cắt tỉa. Một người ủng hộ cách tiếp cận này là Sepp Holzer người đã sử dụng phương pháp này kết nối với các lớp bọc của Hügelkultur. Ông đã thành công trong việc phát triển một số loại cây ăn quả ở độ cao (khoảng 9.000 feet (2.700 m)) cao hơn rất nhiều so với độ cao bình thường, nhiệt độ và dải tuyết. Ông lưu ý rằng Hügelkultur giữ hoặc tạo ra đủ nhiệt cho phép rễ tồn tại trong điều kiện mùa đông. Ông lưu ý rằng các rễ dài hơn đâm xuyên qua lớp tuyết cho tới khi chạm đất, do đó nó tạo thành một vòm tự nhiên chống lại tuyết rơi có thể làm vỡ nhánh ngắn, cắt tỉa.
Masanobu Fukuoka, như một phần của những thí nghiệm đầu tiên trên trang trại của gia đình ông ở Nhật Bản, đã thử nghiệm các phương pháp tỉa cành không có tỉa cành, và cho biết ông đã hủy bỏ nhiều cây ăn quả bằng cách để tự chúng phát triển, khiến chúng trở nên phức tạp và rối tung, và do đó chúng không khỏe mạnh. Sau đó, ông nhận ra đây là sự khác biệt giữa cây ăn quả tự nhiên và quá trình thay đổi hình dạng cây là kết quả từ việc loại bỏ những cây ăn quả tự nhiên đã cắt tỉa trước đó. Ông kết luận rằng cây cối nên được nuôi sống hết đời mà không cần cắt tỉa, vì vậy chúng tạo ra các mô hình nhánh khỏe mạnh và hiệu quả theo độ nghiêng tự nhiên của chúng. Điều này là một phần trong việc thực hiện triết lý của ông Đào Wú wéi được dịch một phần là không hành động (chống lại tự nhiên), và ông mô tả việc tỉa cành là không cần thiết, canh tác thiên nhiên hay canh tác "không làm gì" cây ăn quả tạo nên khác biệt từ sự không can thiệp hoặc không cắt tỉa theo nghĩa đen. Ông cuối cùng đã đạt được năng suất tương đương hoặc vượt quá tiêu chuẩn / thâm canh thực hành sử dụng cắt tỉa và thụ phấn hóa học.
Nuôi trồng thủy sản giúp tạo ra các kế hoạch dễ dàng và tiết kiệm chi phí sản xuất. Permaculture cho phép sự sáng tạo và đổi mới trong nông nghiệp. Các hoạt động của permaculture trông cậy tất cả vào sự có ý thức tham gia vào quá trình sản xuất và bảo đảm thức ăn dồi dào ở gần đó, vấn đề suy dinh dưỡng do vấn đề đói nghèo trên thế giới chắc chắn sẽ giảm bớt. Các nguyên tắc Permaculture đang hoạt động là những lực lượng mạnh mẽ để giúp đỡ và khắc phục các sai lầm về môi trường trong hai thế kỷ qua.

## Thương hiệu và vấn đề bản quyền
Có sự tranh luận về ai, nếu có ai, kiểm soát các quyền hợp pháp đối với thuật ngữ permaculture: nó có phải là nhãn hiệu hoặc bản quyền? và nếu có thì ai giữ các quyền hợp pháp đối với việc sử dụng thuật ngữ này? Trong một thời gian dài, Bill Mollison tuyên bố đã đăng ký bản quyền, và những cuốn sách của ông cho biết trên trang bản quyền, "Nội dung của cuốn sách này và từ PERMACULTURE là bản quyền". Những tuyên bố này phần lớn được chấp nhận với giá trị mặt trong cộng đồng permaculture. Tuy nhiên, luật bản quyền không bảo vệ tên, ý tưởng, khái niệm, hệ thống hoặc phương pháp làm điều gì đó; nó chỉ bảo vệ sự biểu hiện hay mô tả của một ý tưởng chứ không phải là ý tưởng. Cuối cùng Mollison thừa nhận rằng ông đã bị nhầm lẫn và không có bảo vệ bản quyền tồn tại cho thuật ngữ permaculture.
Năm 2000, Học viện Permaculture của Hoa Kỳ đã tìm kiếm một dịch vụ nhãn hiệu (một dạng của thương hiệu) cho từ permaculture khi sử dụng trong các dịch vụ giáo dục như tổ chức các lớp học, hội nghị, hoặc hội thảo. Dịch vụ nhãn hiệu đã cho phép Mollison và hai viện Permaculture của ông (một ở Mỹ và một ở Úc) thiết lập các nguyên tắc có thể thi hành được về cách thức cho phép dạy học permaculture và ai có thể dạy nó, đặc biệt liên quan đến PDC, mặc dù ông ta đã thiết lập một hệ thống chứng nhận giáo viên để giảng dạy PDC vào năm 1993. Nhãn hiệu dịch vụ thất bại và bị bỏ rơi năm 2001. Cũng trong năm 2001, Mollison đã nộp đơn đăng ký thương hiệu tại Úc với các điều khoản "Khóa học Thiết kế Permaculture" và "Permaculture Design". Các ứng dụng này đã được thu hồi năm 2003. Năm 2009, ông đã tìm kiếm một nhãn hiệu cho "Permaculture: A Designers 'Manual" và "Giới thiệu về Permaculture", tên của hai cuốn sách của ông. Các ứng dụng này đã được thu hồi vào năm 2011. Chưa bao giờ có một nhãn hiệu cho từ Permaculture ở Úc.

## Những phản biện

### Những phản biện chung
Trong năm 2011, Owen Hablutzel lập luận rằng "permaculture vẫn chưa đạt được sự chấp nhận khoa học chủ đạo cụ thể" và "tính nhạy cảm khi được nhận thức và chấp nhận về mặt khoa học được thúc đẩy bởi một mong muốn permaculture ngày càng được mở rộng và tăng sự liên quan, phù hợp".
Trong cuốn sách của ông về nông nghiệp và nuôi trồng thủy sản nước ngọt bền vững trong ao và đập, Nick Romanowski bày tỏ quan điểm cho rằng việc nuôi trồng thủy sản được trình bày trong sách của Bill Mollison là không thực tế và gây hiểu nhầm.

### Nông lâm kết hợp
Greg Williams lập luận rằng rừng không thể hiệu quả hơn đất nông nghiệp vì năng suất ròng của rừng giảm khi chúng trưởng thành do sự kế thừa sinh thái. Những người ủng hộ permaculture trả lời rằng điều này đúng chỉ khi so sánh dữ liệu giữa rừng trồng và thảm thực vật đỉnh cao, nhưng không phải khi so sánh thảm thực vật vùng nông thôn với rừng trồng. Ví dụ, sự kế thừa sinh thái thường làm tăng năng suất rừng chỉ sau khi thành lập cho đến khi nó đạt đến trạng thái rừng (67% cây che phủ), trước khi giảm cho đến khi trưởng thành.